# Eric Ross
William Eric Ross (Belfast, 19 settembre 1944) è un ex calciatore nordirlandese, di ruolo attaccante.

## Carriera

### Club
Ross iniziò la carriera agonistica nel Glentoran, società con cui vinse tra le tante competizioni due campionati nordirlandesi.
Nell'estate 1967 il club nordirlandese disputò il campionato nordamericano organizzato dalla United Soccer Association: accadde infatti che tale campionato fu disputato da formazioni europee e sudamericane per conto delle franchigie ufficialmente iscritte al campionato, che per ragioni di tempo non avevano potuto allestire le proprie squadre. Il Glentoran rappresentò i Detroit Cougars, e chiuse al quarto posto della Eastern Division, non qualificandosi per la finale.
Nel 1967 viene ingaggiato dagli inglesi del Newcastle Utd, militante nella massima serie, con cui vince la Coppa delle Fiere 1968-1969.
Nel 1969 passa al Northampton Town, nella quarta serie inglese, rimanendovi sino al 1972 quando passa in prestito all'Hartlepool Utd. Nella stagione 1972-1973 è in forza ai dilettanti del North Shields.

### Nazionale
Ross giocò un incontro con la nazionale di calcio dell'Irlanda del Nord, ovvero l'amichevole vinta per 3-2 contro Israele.

### Cronologia presenze e reti in Nazionale
| Cronologia completa delle presenze e delle reti in nazionale ― Irlanda del Nord | Cronologia completa delle presenze e delle reti in nazionale ― Irlanda del Nord | Cronologia completa delle presenze e delle reti in nazionale ― Irlanda del Nord | Cronologia completa delle presenze e delle reti in nazionale ― Irlanda del Nord | Cronologia completa delle presenze e delle reti in nazionale ― Irlanda del Nord | Cronologia completa delle presenze e delle reti in nazionale ― Irlanda del Nord | Cronologia completa delle presenze e delle reti in nazionale ― Irlanda del Nord | Cronologia completa delle presenze e delle reti in nazionale ― Irlanda del Nord |
| Data                                                                            | Città                                                                           | In casa                                                                         | Risultato                                                                       | Ospiti                                                                          | Competizione                                                                    | Reti                                                                            | Note                                                                            |
| ------------------------------------------------------------------------------- | ------------------------------------------------------------------------------- | ------------------------------------------------------------------------------- | ------------------------------------------------------------------------------- | ------------------------------------------------------------------------------- | ------------------------------------------------------------------------------- | ------------------------------------------------------------------------------- | ------------------------------------------------------------------------------- |
| 10-9-1968                                                                       | Tel Aviv                                                                        | Israele                                                                         | 2 – 3                                                                           | Irlanda del Nord                                                                | Amichevole                                                                      | -                                                                               |                                                                                 |
| Totale                                                                          |                                                                                 | Presenze                                                                        | 1                                                                               |                                                                                 | Reti                                                                            | 0                                                                               |                                                                                 |

## Palmarès

### Competizioni nazionali
- Campionato nordirlandese di calcio: 2

Glentoran: 1964, 1967
- Gold Cup (Irlanda del Nord): 1

Glentoran: 1966
- Ulster Cup: 1

Glentoran: 1967
- City Cup: 2

Glentoran: 1965, 1967

### Competizioni internazionali
- Coppa delle Fiere: 1

Newcastle Utd: 1968-1969